# 7 zile
7 zile, menționat alternativ Șapte zile, este un film românesc dramatic de acțiune regizat de Mircea Veroiu după un scenariu de Nicolae Ștefănescu. Rolurile principale au fost interpretate de actorii Mircea Albulescu, Irina Petrescu și Victor Rebengiuc. A avut premiera la 24 septembrie 1973, fiind produs de Casa de Filme 1.
7 zile marchează primul lungmetraj independent al regizorului Mircea Veroiu, după ce a debutat cu scurtmetraje și cu medii-metraje împreună cu Dan Pița.

## Rezumat
Acest film prezintă 7 zile din viața unui agent secret. Spre deosebire de majoritatea celorlalte filme care descriu misiunile palpitante ale unor agenți secreți, acesta arată munca de rutină și serioasă.
Inginerul Mușat (George Motoi) a inventat un nou tip de oțel special într-un laborator de cercetare. Mostra dispare și ofițerul de contrainformații Miu (Mircea Albulescu) îl suspectează pe Dan Nicolescu (Victor Rebengiuc), soțul Lenei (Irina Petrescu), colega de serviciu a lui Mușat. Între cei doi colegi apare o relație romantică, iar Miu crede că soțul Lenei nu a observat nimic... 

## Distribuție
- Mircea Albulescu — mr. Miu, ofițerul de contrainformații care anchetează cazul dispariției mostrei de oțel[3]
- Irina Petrescu — Lena, colaboratoare veche a ing. Mușat într-un laborator de cercetare
- Victor Rebengiuc — Dan Nicolescu, avocat, soțul Lenei
- George Motoi — ing. Mihai Mușat, profesor la Institutul Politehnic, doctor în științe tehnice, inventatorul unui oțel special rezistent la raze laser
- Ferenc Bencze — col. Sârbu, superiorul ierarhic al maiorului Miu (menționat Ferencz Bencze)
- Aba Hartman — necunoscutul, ucigaș de profesie
- Tuliu Marcu — ing. Baciu, fost student și actual colaborator al ing. Mușat
- Elena Nica Reder
- Nicolae Veniaș — P. Nicolescu, bătrânul reparator de păpuși, mare amator de șah, unchiul lui Dan Nicolescu
- Petre Mihăilescu
- Lucia Pavelescu
- Mircea Veroiu — tânărul tehnician de securitate care încearcă să deschidă seiful și declanșează o explozie (nemenționat)

Aba Hartman nu a fost un actor profesionist.

## Producție
Filmările au avut loc în prima parte a anului 1973. Cheltuielile de producție s-au ridicat la 2.390.000 lei.

## Primire
Filmul a fost vizionat de 1.158.457 de spectatori în cinematografele din România, după cum atestă o situație a numărului de spectatori înregistrat de filmele românești de la data premierei și până la data de 31 decembrie 1989 alcătuită de Centrul Național al Cinematografiei.
Ca director de imagine, Călin Ghibu a primit Premiul Opera Prima în 1973.